# Kinoplex
Niektóre z zamieszczonych tu informacji od 2021-06 wymagają weryfikacji.
Dokładniejsze informacje o tym, co należy poprawić, być może znajdują się w dyskusji tego artykułu.
 Po wyeliminowaniu niedoskonałości należy usunąć szablon [[Szablon:Dopracować|]] z tego artykułu.
Kinoplex – nazwa polskiego internetowego serwisu VOD, oferującego oglądanie filmów online. Serwis został uruchomiony w styczniu 2011 roku, natomiast został zlikwidowany w kwietniu 2016 roku.
Dostawcą audiowizualnej usługi medialnej na żądanie pod nazwą „Kinoplex” była Agora Spółka Akcyjna. Usługa zapewniała dostęp do produkcji filmowych polskiej i światowej kinematografii. Część filmów oferowana była bezpłatnie. Resztę można było wypożyczyć po zalogowaniu się na swoje konto osobiste i uiszczeniu odpowiedniej opłaty.
Kinoplex.pl działał również w formie aplikacji mobilnej na urządzenia przenośne. Aplikacja była dostępna w języku polskim i do funkcjonowania wymagała systemu Windows Phone w odsłonie 8. Konieczne też było stałe połączenie z Internetem.

## Sieć kinowa

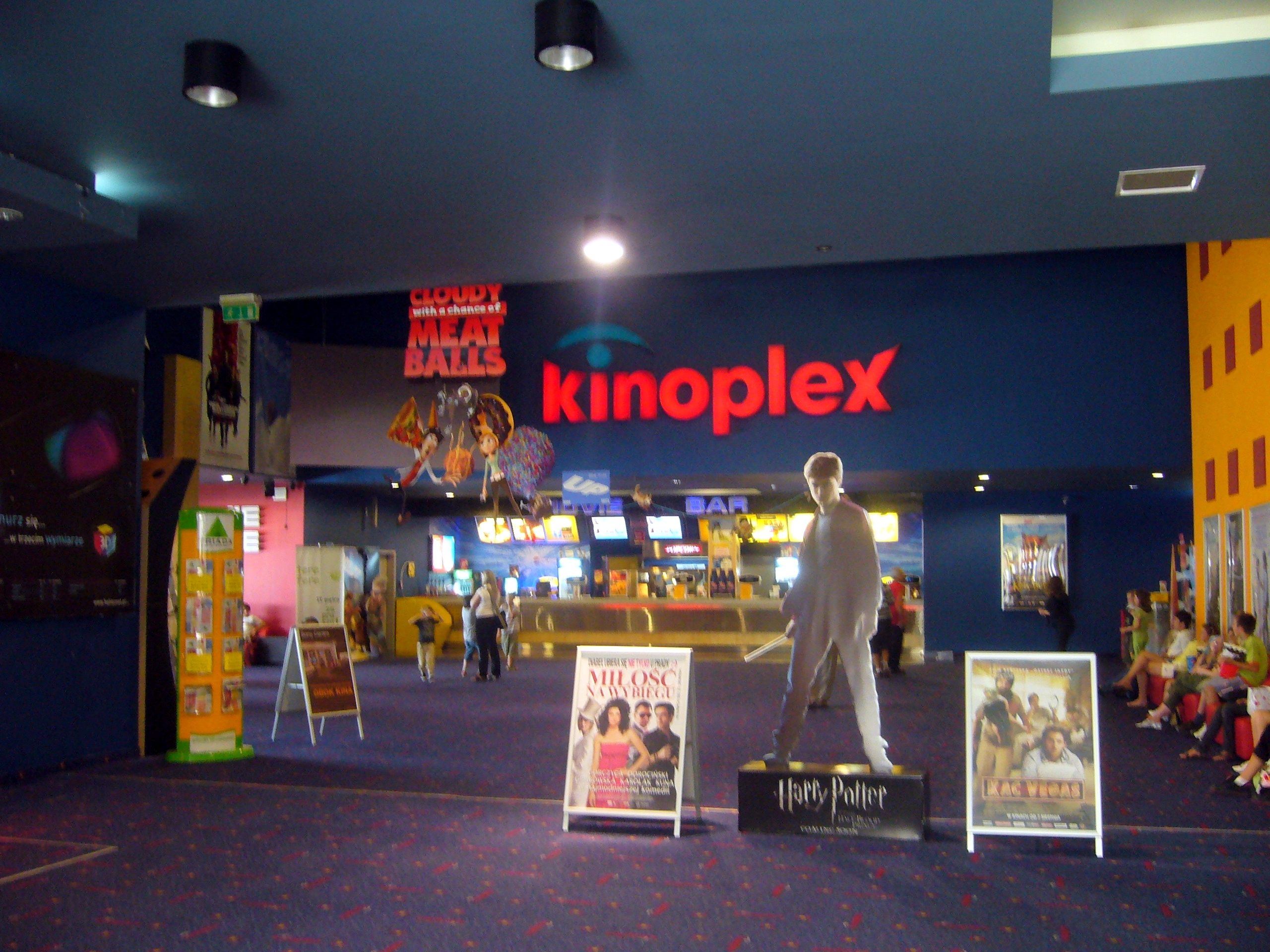
Kinoplex w Bielsku-Białej

Pod nazwą Kinoplex wcześniej funkcjonował polski operator kinowy powstały w 1995 roku. W 1996 roku firma rozpoczęła działalność od modernizacji istniejących, tradycyjnych kin. Ważną inwestycją okazała się przebudowa warszawskiego kina Femina. Pierwszy Kinoplex (nowoczesne kino wielosalowe) został otwarty w maju 2002 w Bielsku-Białej, w Opolu w lutym 2003 i w Kielcach w lipcu 2003. Od 1 czerwca 2007 właścicielem sieci Kinoplex jest Centrum Filmowe „HELIOS” S.A. Wszystkie kina sieci Kinoplex przeszły rebranding na Helios.
Miasta w których znajdowała się sieć Kinoplex
1. Bielsko-Biała – 7 sal (1533 miejsc) – galeria Sfera
2. Gdańsk – 8 sal (1712 miejsc) – Alfa Centrum
3. Kielce – 7 sal (1614 miejsc) – galeria Echo
4. Opole – 6 sal (1240 miejsc) – Solaris Center
5. Warszawa – 4 sale (574 miejsca) – kino Femina (zamknięte w 2014, wyburzone w 2016)